# Сакабато
Сакабато (яп. 逆刃刀 сакабато:, меч с лезвием на обратной стороне) — вымышленное оружие главного героя манги Rurouni Kenshin Химуры Кэнсина. Представляет собой японский меч, идентичный катане, но заточенный по обратной стороне. Оружие придумано мангакой Нобухиро Вацуки специально для главного героя. Представляет нежелание Кэнсина убивать кого-либо.
Оригинальность сакабато вызвала некоторое недоумение среди фанатов, тогда Вацуки сообщил в интервью, что это оружие — всего лишь его выдумка. Никогда не существовало записей о мечах с обратной заточкой, которые бы исторически использовались в Японии, как не существует использующих их школ. Несмотря на это, с тех пор как была опубликована манга, реальные сакабато начали выпускаться для коллекционеров и фанатов.
В 2013 году был обнаружен реальный аналог сакабато